# Olzinelles
Olzinelles es una entidad de población española del municipio de Sant Celoni, perteneciente a la provincia de Barcelona, en la comunidad autónoma de Cataluña.

## Toponimia
El lugar puede aparecer referido como «Olzinelles», «Olsinellas» y «Olcinellas».

## Historia
Hacia mediados del siglo XIX, el lugar, por entonces con ayuntamiento propio, tenía contabilizada una población de 99 habitantes. Aparece descrito en el duodécimo volumen del Diccionario geográfico-estadístico-histórico de España y sus posesiones de Ultramar de Pascual Madoz con las siguientes palabras:

OLSINELLAS: l. cab. de ayunt. que forma con Vilardell en la prov., aud. terr., c. g. y dióc. de Barcelona (7 leg.), part. jud. de Arenis de Mar (2). sit. en terreno montuoso, con buena ventilacion y clima templado y sano. Tiene 20 casas y una igl. parr. (San Estéban), de la que es aneja la de Vilardell, servida por un cura de primer ascenso, de provision real y ordinaria. El térm. confina con Montnegre, Vallgorguina, San Celoni y Vilardell. El terreno participa de monte y llano; es de mediana calidad; le fertiliza el r. Tordera y le cruzan varios caminos locales. prod.: trigo, legumbres y vino; cria ganado y caza de varias especies. pobl.: 20 vec., 99 alm. cap. prod.: 936,400. imp.: 23,410.
(Madoz, 1849, p. 265)

El municipio de Olzinelles desapareció de cara al censo de 1930, al incorporarse al de Sant Celoni. En 2023, la entidad singular de población tenía empadronados 55 habitantes.

## Demografía
| Gráfica de evolución demográfica de Olzinelles entre 1842 y 1920 |
| |
| Población de derecho según los censos de población del INE. Población de hecho según los censos de población del INE.En este censo se denominaba Olsinellas y Vilardell: 1842. En este censo se denominaba Olsinellas: 1857. Entre el censo de 1930 y el anterior, este municipio desaparece porque se integra en el municipio San Celoní. |